# То не тучи бродят за овином

«То не тучи бродят за овином…» — стихотворение русского поэта Сергея Есенина (1895—1925), написанное, согласно авторской помете, в 1916 году. Издан впервые 24 декабря 1917 года в Петрограде. 
Стихи положены на музыку Виктором Панченко; колыбельная вошла в репертуар Т. Петровой.

## Публикации
Первая публикация прошла в петроградской газете «Новая жизнь» 24 декабря 1917 года.
 
Следующие прижизненные публикации
газета «Знамя борьбы» (Петроград, 1918, 4 мая, № 39); сборник «Голубень» 1918, 1920 годов; Есенин Сергей Александрович. Собрание стихов и поэм. Том первый, Берлин—Пб.—М., изд. З. И. Гржебина, 1922.
 
Академическое издание
Есенин С. А. «То не тучи бродят за овином…» // Есенин С. А. Полное собрание сочинений: В 7 т. — М.: Наука; Голос, 1995—2002. Т. 1. Стихотворения. — 1995. — С. 113—114. Электронная публикация: ФЭБ. Адрес ресурса: http://feb-web.ru/feb/esenin/texts/es1/es1-113-.htm

## История создания
Автограф неизвестен. В набранном экземпляре берлинского «Собрания стихов и поэм» (1922) помечено 1916 годом (Козловский 1995, С. 529).
 

## Исследования
Исследователи дружно видят в стихотворении христианские мотивы творчества Есенина, его представление об Иисусе-младенца и Богородице-матери (см. например, Захарова 2015; Филатова 2010;).
В. В. Палачева и М. Н. Шмакова видят в стихотворении «То не тучи бродят за овином» своеобразное «дополнение» к «Исусу-младенцу» . Исследовательницы пишут, что в стихотворении «…изображена новая ситуация, продолжающая развивать бытовое (крестьянское) представление, — печение колоба для ребёнка. Колобки в крестьянских семьях пеклись специально для подрастающих детей. <…> матери зачастую некогда было кормить ребёнка, хозяйки нередко ставили где-нибудь маленький коробок с хлебцами, чтобы дети, проголодавшись, приходили к нему и брали, сколько захочется» .
Н. С. Кондаков связывает есенинские образы Христа в стихотворении «Не от холода рябинушка дрожит» и маленьких христианских поэмах-сказках «Колоб» («То не тучи бродят за овином…»), «Иисус младенец» .